# Humana Challenge
Le Classique Bob Hope (Bob Hope Classic), est un tournoi de golf du tableau masculin de la PGA Tour, il se dispute en janvier. Créé en 1960, il a lieu chaque année dans la vallée de Coachella en Californie.

## Différentes appellations
- 1960 : Classique Palm Springs Desert Golf.
- 1961-1964 : Classique Palm Springs Golf.
- 1965-1983 : Classique Bob Hope Desert.
- 1984-1985 : Classique Bob Hope.
- 1986-2008 : Classique Bob Hope Chrysler.
- 2009-2011 : Classique Bob Hope.
- 2012-2015 : Humana Challenge in partnership with the Clinton Foundation.
- Depuis 2016 : CareerBuilder Challenge in partnership with the Clinton Foundation.

## Palmarès
| Année | Vainqueur        | Nationalité |
| 2017  | Hudson Swafford  | États-Unis  |
| 2016  | Jason Dufner     | États-Unis  |
| 2015  | Bill Haas        | États-Unis  |
| 2014  | Patrick Reed     | États-Unis  |
| 2013  | Brian Gay        | États-Unis  |
| 2012  | Mark Wilson (en) | États-Unis  |
| 2011  | Jhonattan Vegas  | Venezuela   |
| 2010  | Bill Haas        | États-Unis  |
| 2009  | Pat Perez        | États-Unis  |
| 2008  | D. J. Trahan     | États-Unis  |
| 2007  | Charley Hoffman  | États-Unis  |
| 2006  | Chad Campbell    | États-Unis  |
| 2005  | Justin Leonard   | États-Unis  |
| 2004  | Phil Mickelson   | États-Unis  |
| 2003  | Mike Weir        | Canada      |
| 2002  | Phil Mickelson   | États-Unis  |
| 2001  | Joe Durant       | États-Unis  |
| 2000  | Jesper Parnevik  | Suède       |
| 1999  | David Duval      | États-Unis  |
| 1998  | Fred Couples     | États-Unis  |
| 1997  | John Cook        | États-Unis  |
| 1996  | Mark Brooks      | États-Unis  |
| 1995  | Kenny Perry      | États-Unis  |
| 1994  | Scott Hoch       | États-Unis  |
| 1993  | Tom Kite         | États-Unis  |
| 1992  | John Cook        | États-Unis  |
| 1991  | Corey Pavin      | États-Unis  |
| 1990  | Peter Jacobsen   | États-Unis  |
| 1989  | Steve Jones      | États-Unis  |
| 1988  | Jay Haas         | États-Unis  |
| 1987  | Corey Pavin      | États-Unis  |
| 1986  | Donnie Hammond   | États-Unis  |
| 1985  | Lanny Wadkins    | États-Unis  |
| 1984  | John Mahaffey    | États-Unis  |
| 1983  | Keith Fergus     | États-Unis  |
| 1982  | Ed Fiori         | États-Unis  |
| 1981  | Bruce Lietzke    | États-Unis  |
| 1980  | Craig Stadler    | États-Unis  |
| 1979  | John Mahaffey    | États-Unis  |
| 1978  | Bill Rogers      | États-Unis  |
| 1977  | Rik Massengale   | États-Unis  |
| 1976  | Johnny Miller    | États-Unis  |
| 1975  | Johnny Miller    | États-Unis  |
| 1974  | Hubert Green     | États-Unis  |
| 1973  | Arnold Palmer    | États-Unis  |
| 1972  | Bob Rosburg      | États-Unis  |
| 1971  | Arnold Palmer    | États-Unis  |
| 1970  | Bruce Devlin     | Australie   |
| 1969  | Billy Casper     | États-Unis  |
| 1968  | Arnold Palmer    | États-Unis  |
| 1967  | Tom Nieporte     | États-Unis  |
| 1966  | Doug Sanders     | États-Unis  |
| 1965  | Billy Casper     | États-Unis  |
| 1964  | Tommy Jacobs     | États-Unis  |
| 1963  | Jack Nicklaus    | États-Unis  |
| 1962  | Arnold Palmer    | États-Unis  |
| 1961  | Billy Maxwell    | États-Unis  |
| 1960  | Arnold Palmer    | États-Unis  |

### Nombre de victoires par golfeur
| Nom            | Total |
| Arnold Palmer  | 5     |
| Billy Casper   | 2     |
| John Cook      | 2     |
| John Mahaffey  | 2     |
| Phil Mickelson | 2     |
| Johnny Miller  | 2     |
| Corey Pavin    | 2     |